# Langues nilotiques
Les langues nilotiques sont un groupe de langues de la famille nilo-saharienne.

## Répartition géographique
Les langues nilotiques sont réparties sur une vaste région s'étendant sur le Soudan du Sud, le Kenya, l'Ouganda, Tanzanie.

## Classification
Les langues nilotiques constituent un groupe de langues rattachées aux langues soudaniques orientales, à l'intérieur de l'ensemble nilo-saharien.
Elles sont divisées en 3 branches :
- Les langues nilotiques méridionales[1] (3 groupes) :
  - Langues kalenjin (4 sous-groupes) : 
    - Nandi-markweta : nandi, kipsikis, keyo, tuken, markweta
    - Elgon : sapiny, sabaot, terik
    - Okiek : kinare, sogoo, akie
    - pökot

  - omotik (en)
  - datooga (en)

- Les langues nilotiques occidentales, ou langues luo[2] (3 groupes) :
  - Groupe du Nord : burun, mebaan, jumjum
  - Groupe luo (2 sous-groupes) : 
    - Langues luo du Nord : shilluk, anyua, jur, thuri, bor
    - Langues luo du Sud : acholi, alur, lang'o, kumam, adola, luo du Kenya et de Tanzanie

  - Langues nuer-dinka : dinka, nuer, reel (atuot)

- Les langues nilotiques orientales[3] (3 groupes) :
  - Langues bari : bari, kakwa, mandari, nyangwara, kuku, ngyepu, pöjulu
  - Langues lotuho-maa (2 sous-groupes) :
    - Lotuxo : otuho, dongotono, lango, lokoya, lopit
    - Ongamo-maa : maasai avec le samburu et le camus, ongamo

  - Langues teso-turkana (2 sous-groupes) :
    - teso
    - karimojong, toposa, turkana, nyangatom (en)